# Солітаріо північний

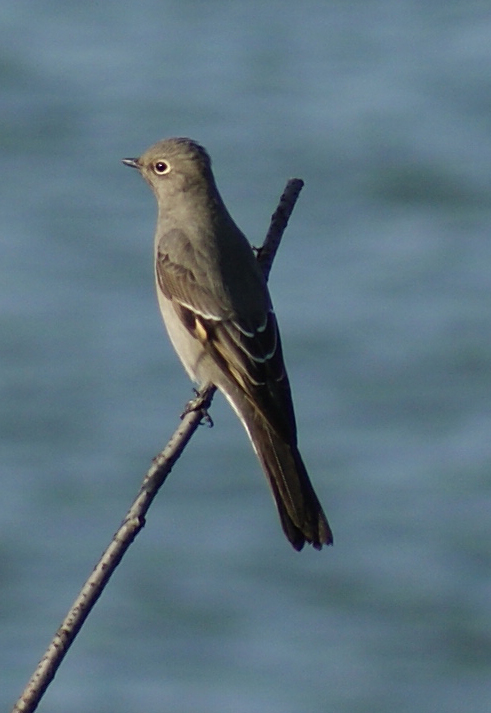
Північний солітаріо

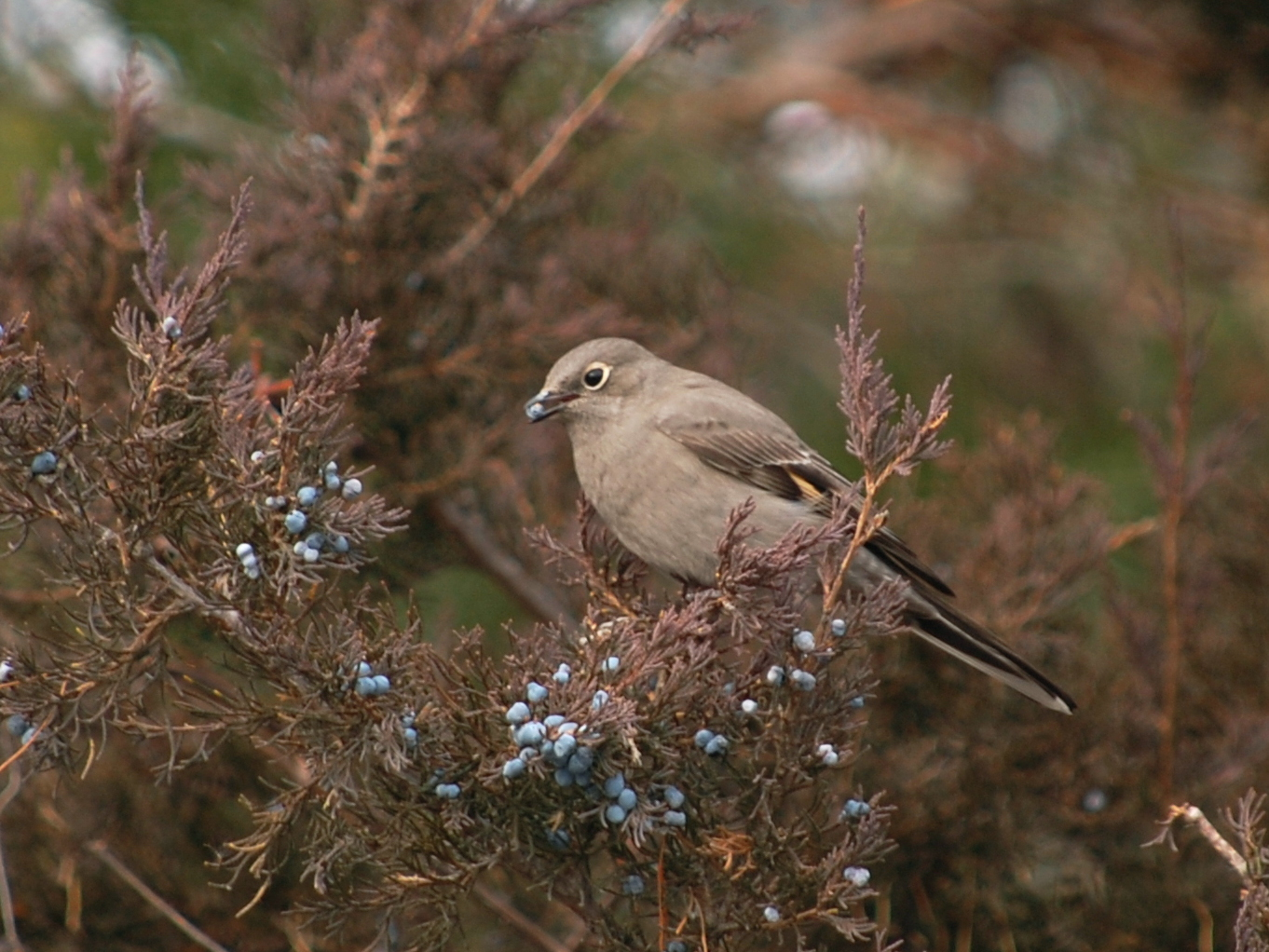
Північний солітаріо на ялівці

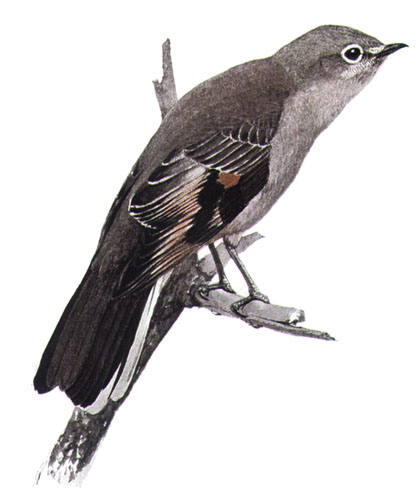
Малюнок північного солітаріо

Солітаріо північний (Myadestes townsendi) — вид горобцеподібних птахів родини дроздових (Turdidae). Мешкає в Північній Америці. Це єдиний птах роду Солітаріо, що мешкає північніше Мексики. Вид отримав назву на честь орнітолога Джона Кірка Таунсенда.

## Опис
Довжина птаха становить 20-24 см, розмах крил 37 см, вага 34 г. Забавленя птаха сіре, на крилах і на махових перах охристі смужки. Хвіст довгий, з білими краями. Навколо очей біле кільце. Дзьоб короткий, чорний. Молоді птахи пістряві, сіро-білі. 
Північні солітаріо можуть довгий час сидіти на гілці у вертикальній позі. Вони дещо нагадують багатоголових пересмішників, особливо формою хвоста, однак розміри, забарвлення і поведінка птахів відрізняються.

## Підвиди
Виділяють два підвиди:
- M. t. townsendi (Audubon, 1838) — Аляска, Канада, США;
- M. t. calophonus Moore, RT, 1937 — Мексика.

## Поширення і екологія
Північний солітаріо поширений від південної Аляски, Британської Колумбії і Альберти до півночі мексиканського штату Сакатекас. Живе в гірських лісах. Взимку мігрує на Великі рівнини і до північної Мексики. Живе на висоті 350-3630 м над рівнем моря.

## Поведінка
Харчується ягодами і комахами. Північні солітаріо є одними з найбільш спеціалізованих птахів Північної Америки: взимку вони харчуються майже виключно м'ясистими шишечками ялівця. Одиночні птахи охороняють територію навколо власного куща ялівця.
Гніздо чашоподібне, зроблене з рослинного матеріалу, розміщується на землі або в кущах. В кладці 3-4 яйця світло-сірого кольору, поцятковані коричневими плямками.